# Lijst van personen overleden in mei 2016
Dit is een lijst van bekende personen die zijn overleden in mei 2016.

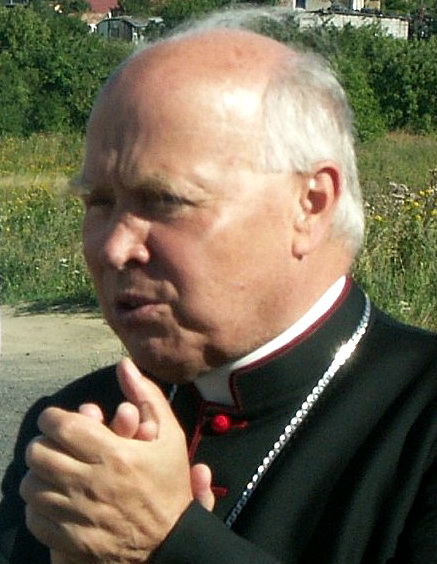
Tadeusz Gocłowski
3 mei

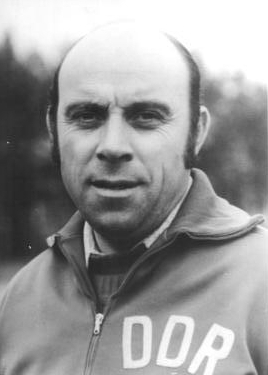
Klaus Ampler
6 mei

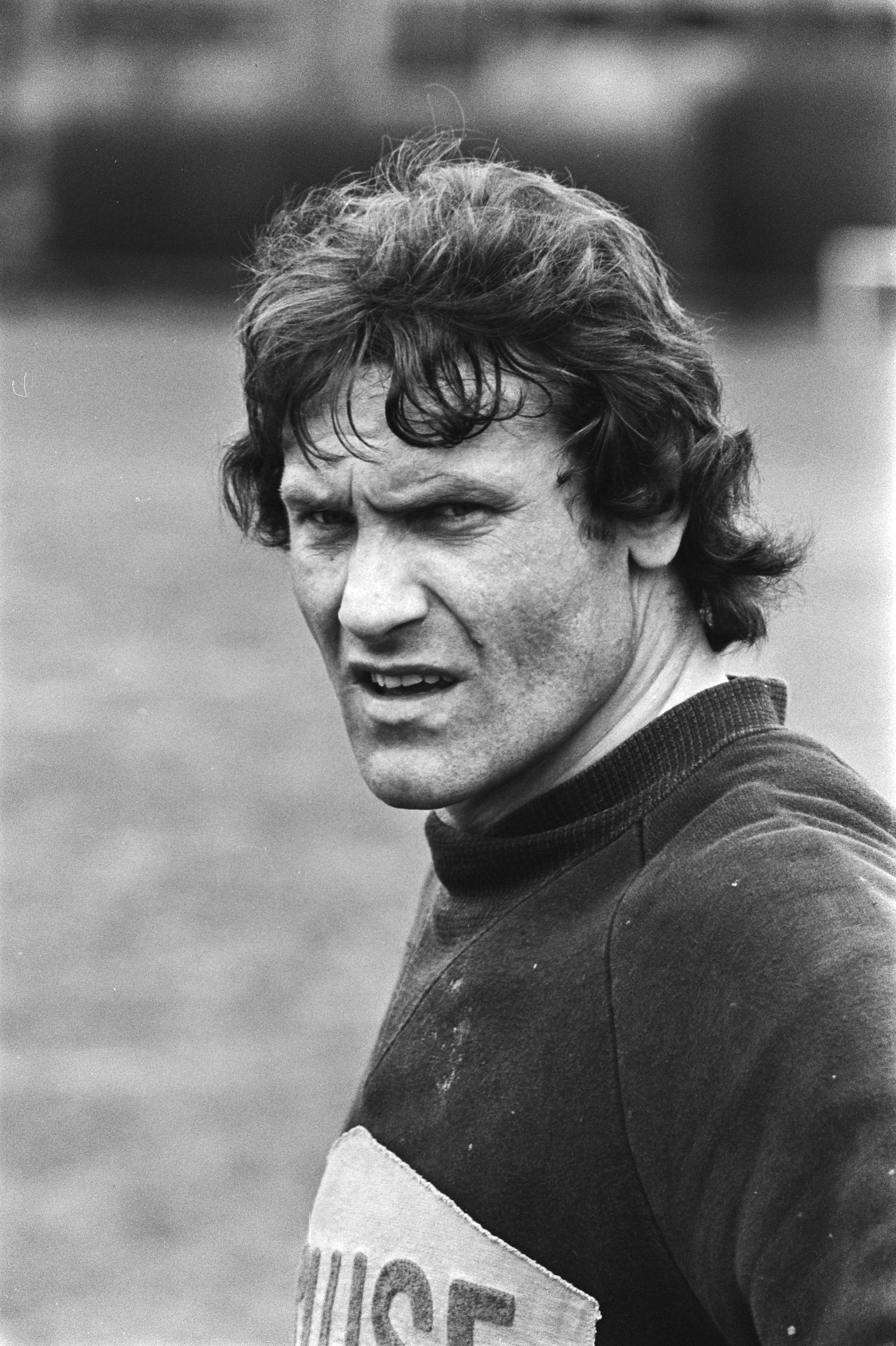
Nico de Bree
6 mei

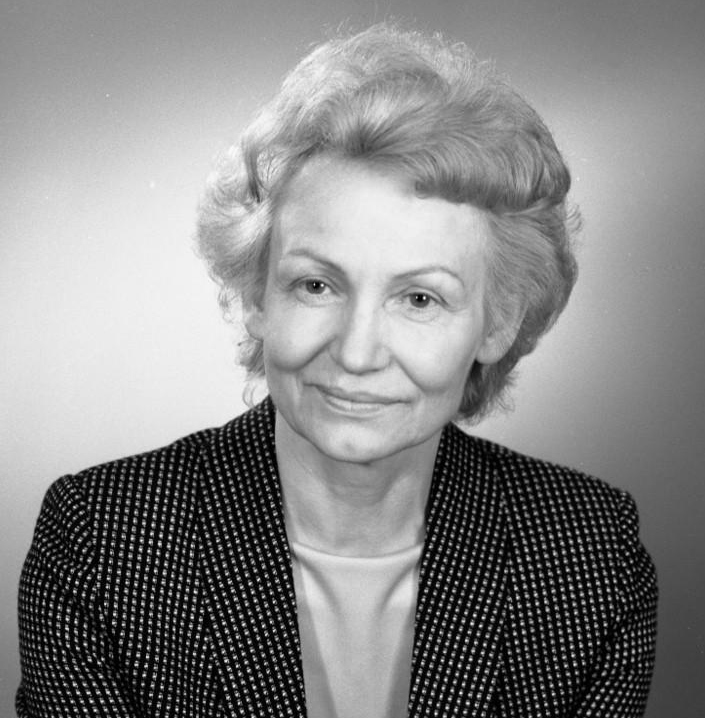
Margot Honecker
6 mei

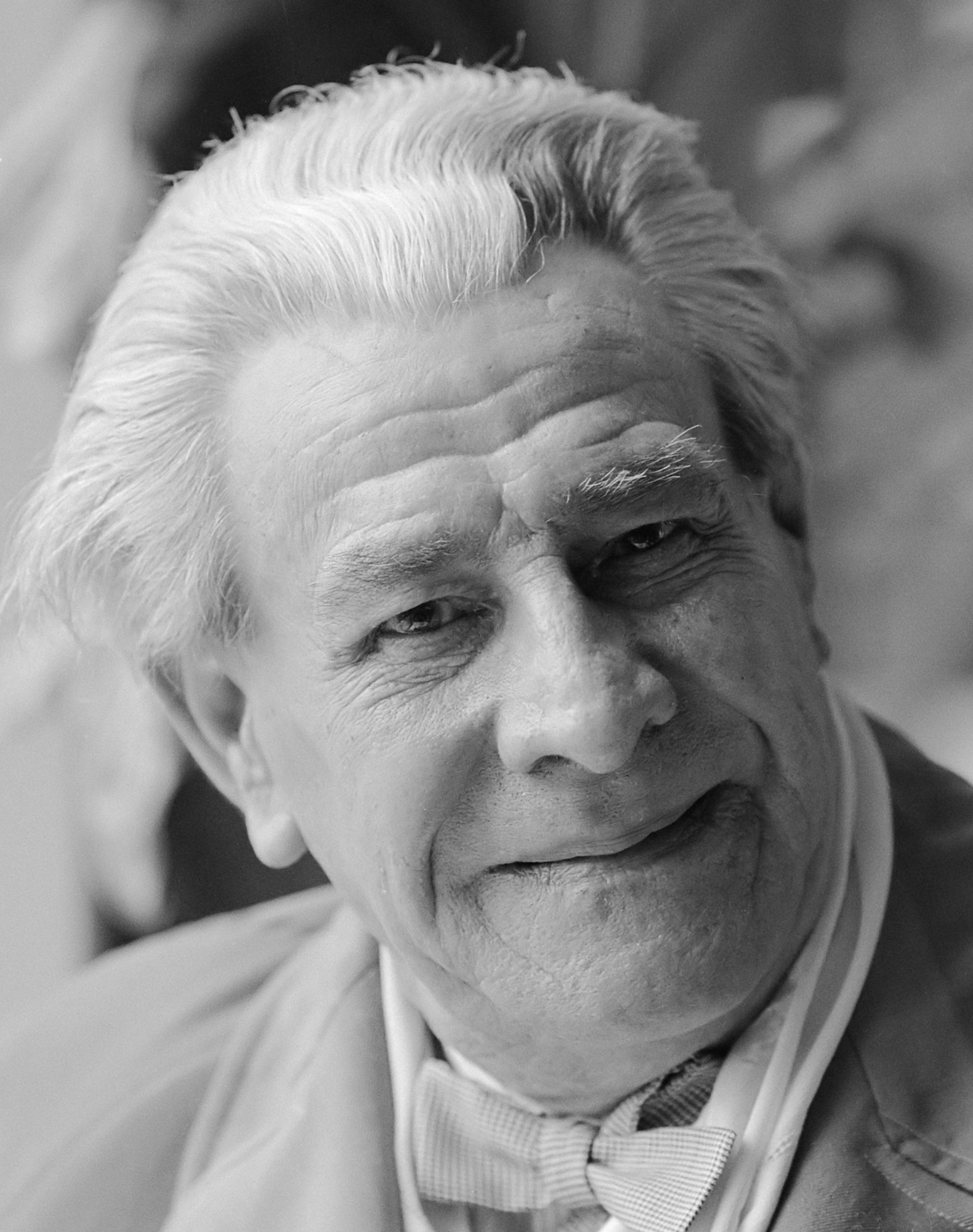
Louis van Gasteren
10 mei

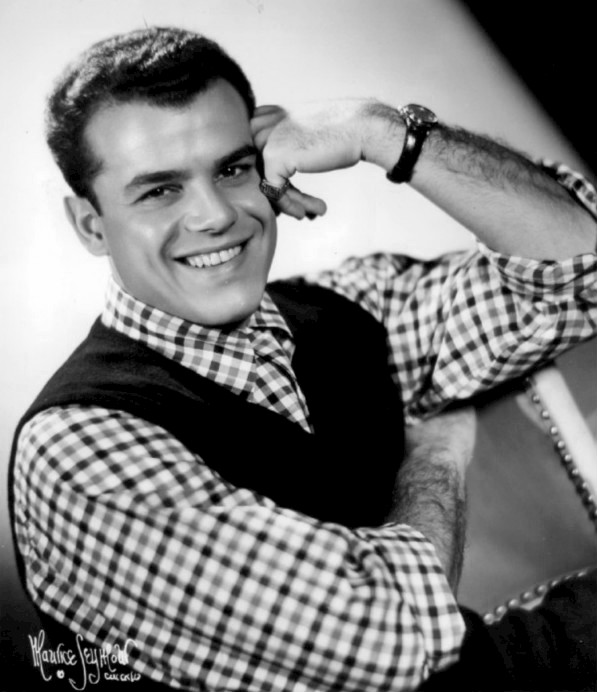
Julius La Rosa
12 mei

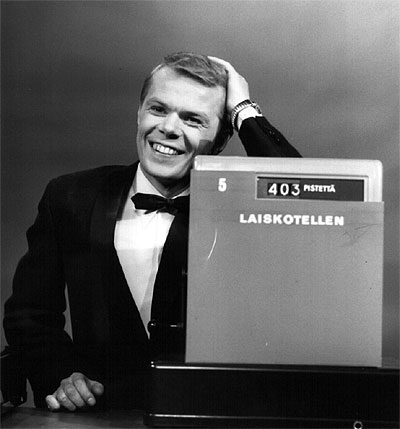
Lasse Mårtenson
14 mei

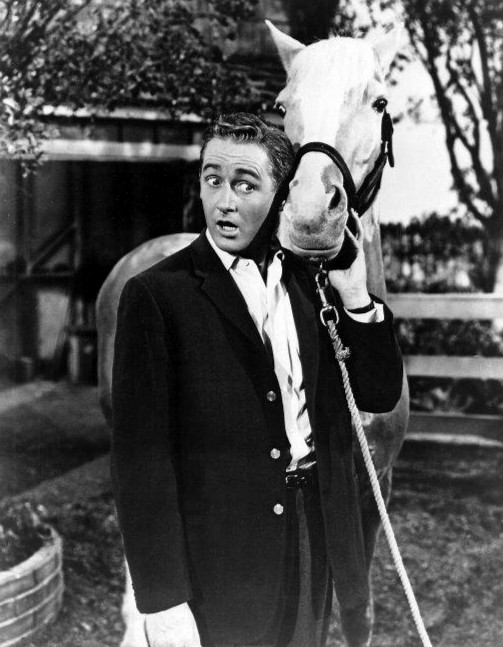
Alan Young
19 mei

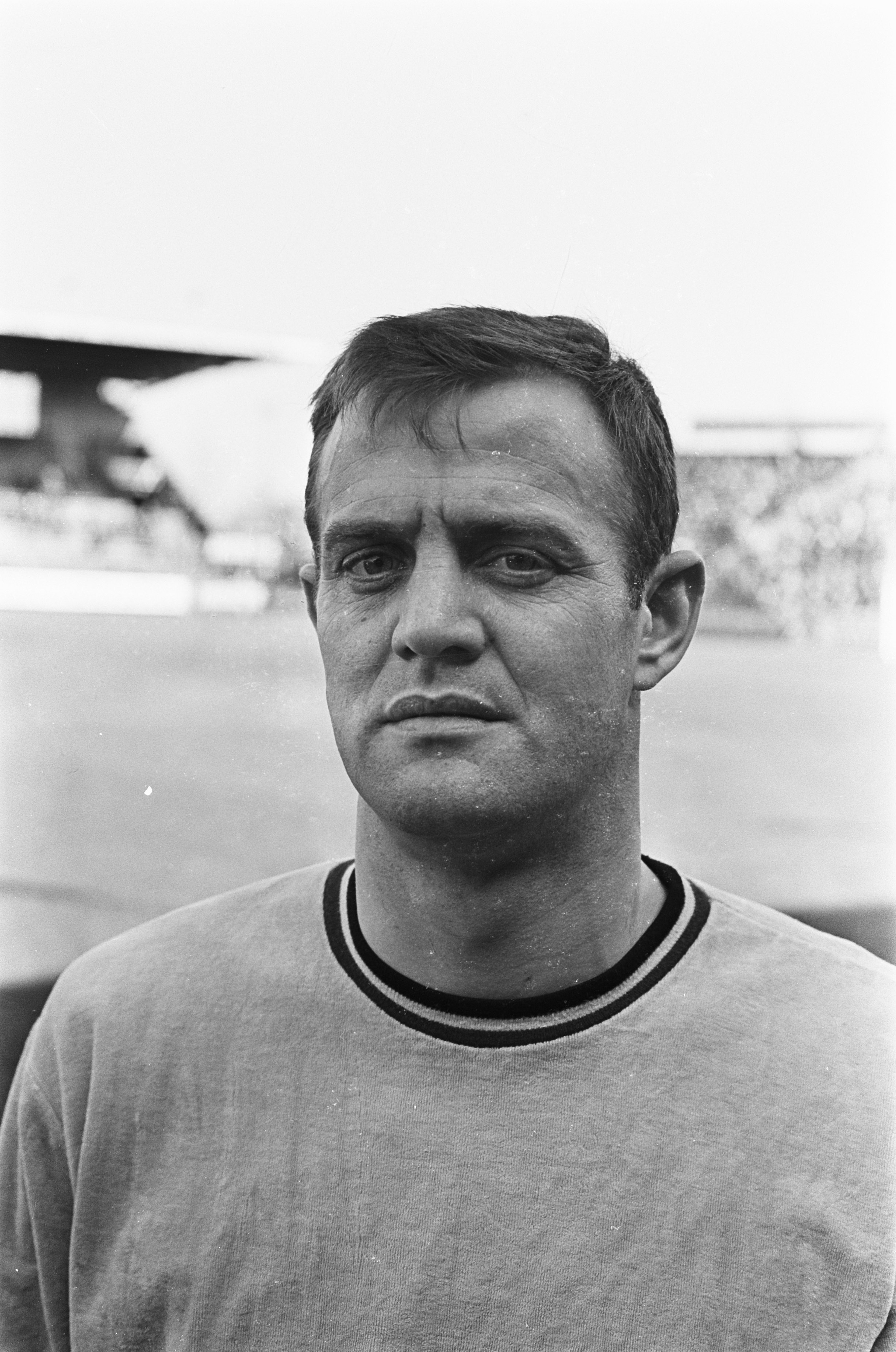
Gert Bals
20 mei

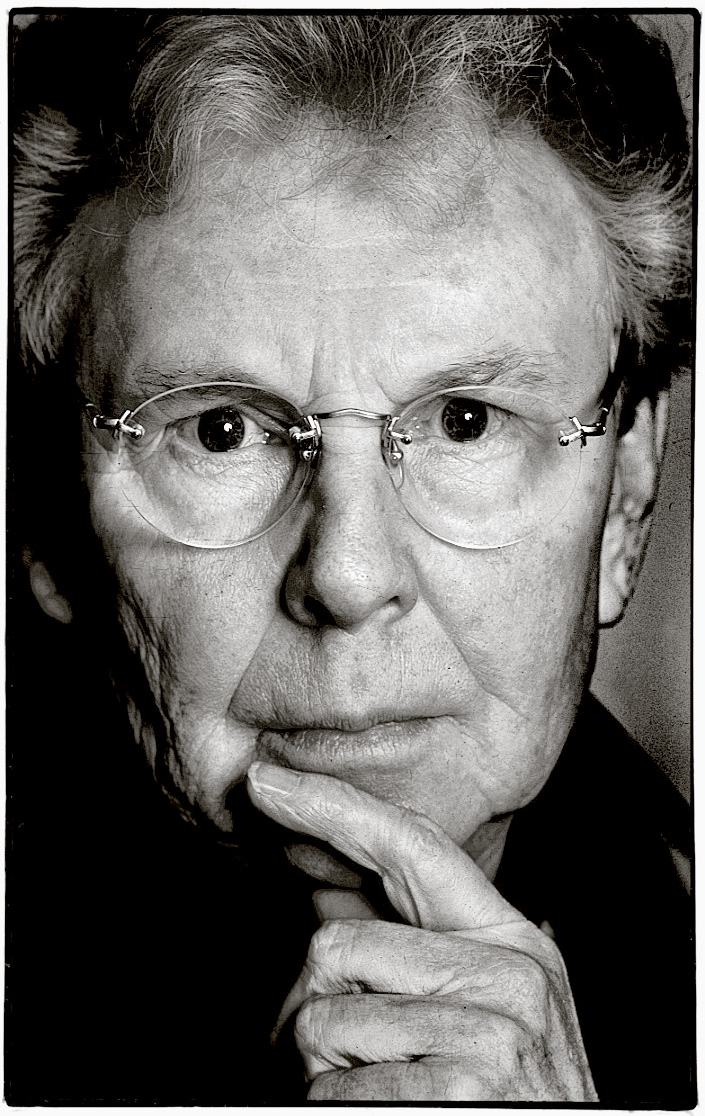
Gaston Berghmans
21 mei

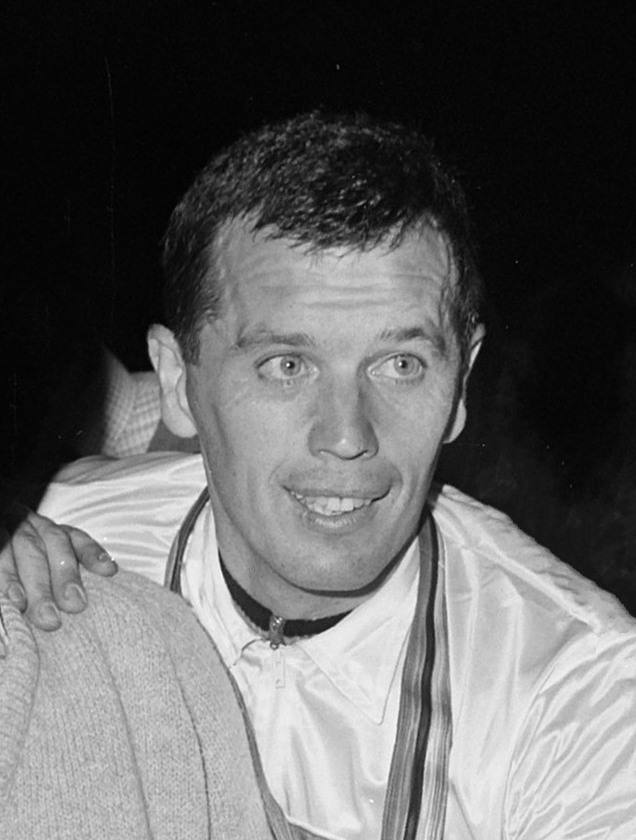
Leo Proost
24 mei

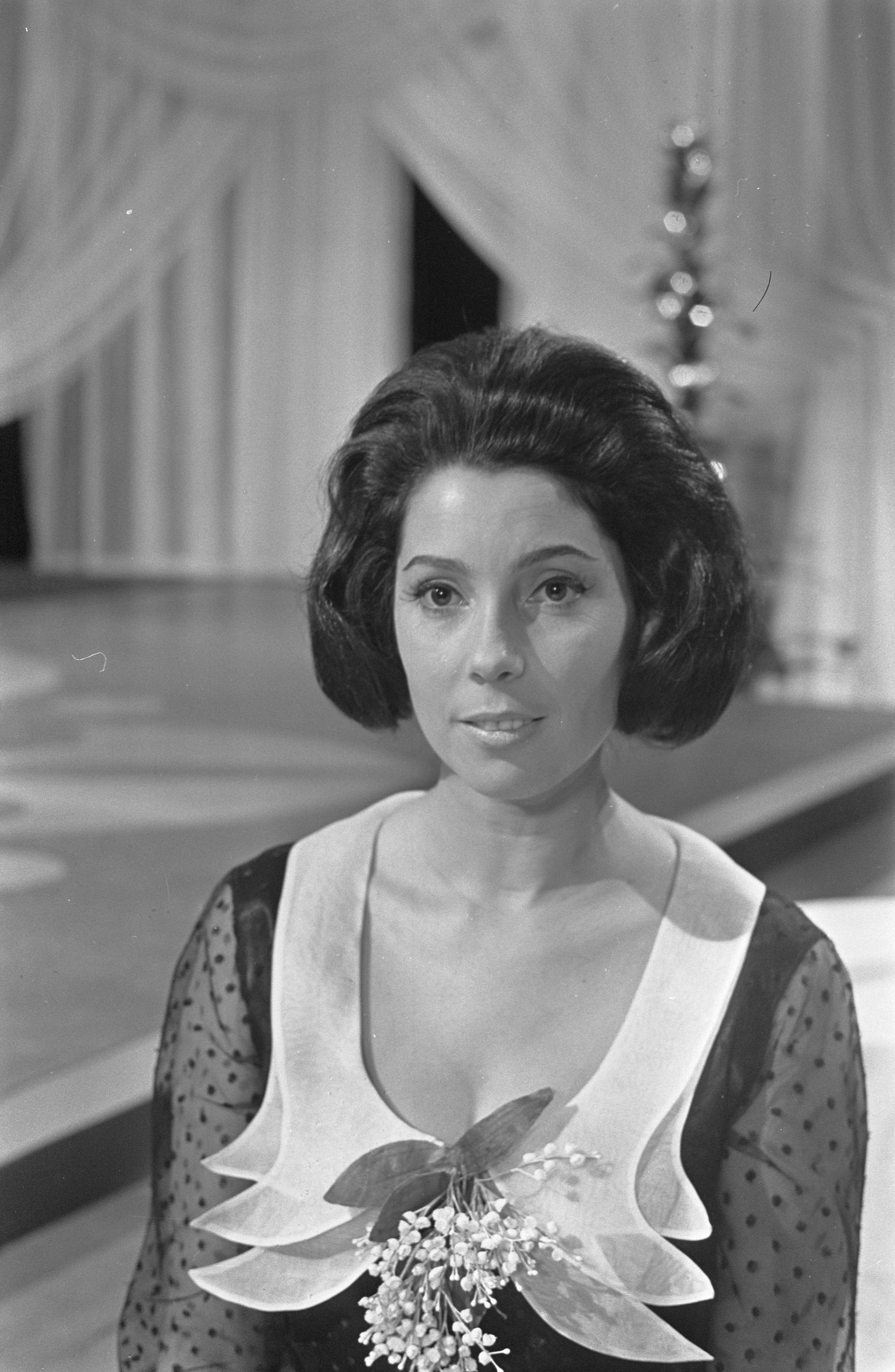
Corry Brokken
31 mei

| 1 | 2 | 3 | 4 | 5 | 6 | 7 | 8 | 9 | 10 | 11 | 12 | 13 | 14 | 15 | 16 | 17 | 18 | 19 | 20 | 21 | 22 | 23 | 24 | 25 | 26 | 27 | 28 | 29 | 30 | 31 |
| - | - | - | - | - | - | - | - | - | -- | -- | -- | -- | -- | -- | -- | -- | -- | -- | -- | -- | -- | -- | -- | -- | -- | -- | -- | -- | -- | -- |

### 1 mei
- Jean-Marie Girault (90), Frans politicus[1]
- Madeleine Lebeau (92), Frans actrice[2]

### 2 mei
- Gerard Heijdra (84),  Nederlands burgemeester[3]
- Myles McKeon (97), Australisch bisschop[4]
- Hubert Mounier (53), Frans zanger en muzikant[5]
- Bram Rijstenbil (92), Nederlands burgemeester[6]
- Afeni Shakur (69), Amerikaans zakenvrouw, filantrope en politiek activiste[7]

### 3 mei
- Abel Fernández (85), Amerikaans acteur[8]
- Tadeusz Gocłowski (84), Pools aartsbisschop[9]
- Domingo Siazon jr. (76), Filipijns diplomaat en minister[10]

### 4 mei
- Jean Baptiste Bagaza (69), president van Burundi[11]
- Bob Bennett (82), Amerikaans senator[12]
- Ángel de Andrés López (64), Spaans acteur[13]

### 5 mei
- Benito Cocchi (82), Italiaans aartsbisschop[14]
- Paul Marchelli (82), Frans vakbondsvoorzitter[15]
- Jaap Nauwelaerts de Agé (98), Nederlands judoka[16]
- François Roth (80), Frans historicus[17]
- Siné (87), Frans cartoonist[18]
- Isao Tomita (84), Japans componist[19]

### 6 mei
- Klaus Ampler (75), Oost-Duits wielrenner[20]
- Hannes Bauer (61), Duits trombonist[21]
- Nico de Bree (71), Nederlands voetbaldoelman[22]
- Ramón Carlin (92), Mexicaans zeiler[23]
- Patrick Ekeng (26), Kameroens voetballer[24]
- Reg Grundy (92), Australische ondernemer en mediamagnaat[25]
- Margot Honecker (89), Oost-Duits politica[26]

### 7 mei
- Eddie Banket (83), Surinaams zanger[27]
- Bernardo Ribeiro (26), Braziliaans voetballer[28]
- Robert Roanne (86), Belgisch acteur[29]
- George Ross (73), Schots voetballer[30]

### 8 mei
- Tom Apostol (92), Amerikaans wiskundige[31]
- Philippe Beaussant (86), Frans musicoloog[32]
- Tonita Castro (63), Amerikaans actrice[33]
- Wolfgang Patzke (57), Duits voetballer[34]
- William Schallert (93), Amerikaans acteur[35]

### 9 mei
- Albrecht zu Castell-Castell (90), lid Duitse adel[36]
- Gerard Bruins (92), Nederlands voetballer[37]
- Gijs Verdick (21), Nederlands wielrenner[38]

### 10 mei
- Louis van Gasteren (93), Nederlands filmmaker, -producent en beeldend kunstenaar[39]
- Ilkka Hanski (63), Fins ecoloog[40]
- Dik Herberts (85), Nederlands voetballer[41]
- Jaap Koops (76), Nederlands dirigent, muziekpedagoog en trompettist[42]
- Riki Sorsa (63), Fins zanger[43]
- Motiur Rahman Nizami (73), Bengalees moslimleider[44]

### 11 mei
- Peter Behrens (68), Duits drummer[45]
- Adrian Brine (80), Brits-Nederlands acteur en regisseur[46]
- David King (73), Brits grafisch ontwerper en kunstverzamelaar[47]
- François Morellet (90), Frans kunstenaar[48]
- Joe Temperley (86), Brits jazzsaxofonist en -klarinettist[49]

### 12 mei
- Herman van Engeland (73), Nederlands hoogleraar[50]
- Maurice Frydland (81), Frans regisseur[51]
- Dirk Jan Henstra (89), Nederlands hoogleraar[52]
- Alexander van Joegoslavië (91), Joegoslavische prins[53]
- Jo de Leeuw (95), Nederlands burgemeester[54]
- Tapio Mäkelä (89), Fins langlaufer[55]
- Susannah Mushatt Jones (116), Amerikaans oudste persoon ter wereld[56]
- Yukio Ninagawa (80), Japans regisseur[57]
- Julius La Rosa (86), Amerikaans zanger[58]

### 13 mei
- Christophe Lambert (51), Frans uitgever[59]
- Mighty Philips (76), Surinaams muzikant[60]

### 14 mei
- Lasse Mårtenson (81), Fins zanger[61]
- Marjet Ockels (72), Nederlands politica[62]
- Christy O'Connor sr. (91), Iers golfer[63]

### 15 mei
- Oya Aydoğan (59), Turks actrice en presentatrice[64][65]
- Bernard van Beurden (82), Nederlands componist[66]
- André Brahic (73), Frans astrofysicus[67]
- Tinus Osterholt (87), Nederlands voetballer[68]

### 16 mei
- Ken Cameron (74), Brits vakbondsleider[69]
- Giovanni Coppa (90), Italiaans kardinaal[70]
- Huguette Dreyfus (87), Frans claveciniste[71]
- Aar de Goede (87), Nederlands politicus[72]

### 17 mei
- Guy Clark (74), Amerikaans zanger en songwriter[73]
- Benjamin de Roo (76), Australisch turner[74]
- Xavier de Planhol (90), Frans geograaf[75]

### 18 mei
- Luis H. Álvarez (96), Mexicaans zakenman en politicus[76]
- Kornél Pajor (92), Hongaars schaatser[77]
- Fritz Stern (90), Duits-Amerikaans historicus[78]

### 19 mei
- Alexandre Astruc (92), Frans filmregisseur, scenarist en schrijver[79]
- Marco Pannella (86), Italiaans politicus[80]
- Alan Young (96), Engels-Amerikaans acteur[81]

### 20 mei
- Gert Bals (79), Nederlands voetballer[82]
- John Berry (52), Amerikaans zanger, gitarist en songwriter[83]
- Kang Sok-ju (76), Noord-Koreaans diplomaat[84]
- Eric Arnold (35), Nederlands bergbeklimmer[85]

### 21 mei
- Gaston Berghmans (90), Belgisch komiek en acteur[86]
- Eddie Keizan (71), Zuid-Afrikaans autocoureur[87]
- Akhtar Mansour (ca. 48), Afghaans leider van de taliban[88]
- Sándor Tarics (102), Hongaars waterpolospeler[89]

### 22 mei
- Donn Chappellet (84), Amerikaans wijnbouwer[90]
- Nick Menza (51), Amerikaans drummer[91]
- Jean-Dominique Rey (90), Frans dichter en kunstcriticus[92]

### 23 mei
- Joe Fleishaker (62), Amerikaans acteur[93]

### 24 mei
- Daniel Depland (71), Frans schrijver[94]
- Buck Kartalian (93), Amerikaans acteur[95]
- Burt Kwouk (85), Chinees-Brits acteur[96]
- Leo Proost (82), Belgisch baanwielrenner[97]
- Haite van der Schaaf (89), Nederlands organist[98]
- Bé Udink (90), Nederlands minister[99]

### 25 mei
- Ian Gibson (73), Schots voetballer[100]

### 26 mei
- Loris Capovilla (100), Italiaans kardinaal[101]

### 27 mei
- Jean-Claude Decaux (78), Frans ondernemer[102]
- František Jakubec (60), Tsjechisch voetballer[103]
- George Klir (84), Tsjechisch-Amerikaans computerwetenschapper[104]
- Jaap Metz (74), Nederlands politicus[105]

### 28 mei
- Giorgio Albertazzi (92), Italiaans acteur[106]
- David Cañada (41), Spaans wielrenner[107]
- Bryce Dejean-Jones (23), Amerikaans basketballer[108]
- Joanneke Kruijsen (47), Nederlands politica[109]
- René Van der Speeten (73), Belgisch radio- en televisiepresentator[110]

### 29 mei
- Irène Vervliet (88), Belgisch operazangeres en actrice[111]

### 31 mei
- Mohamed Abdelaziz (68), Algerijns politicus[112]
- Antonio Imbert Barrera (95), Dominicaans president[113]
- Corry Brokken (83), Nederlands zangeres en radiopresentatrice[114]
- Emmanuel Maubert (51), Frans journalist[115]

januari ·
februari ·
maart ·
april ·
mei ·
juni ·
juli ·
augustus ·
september ·
oktober ·
november ·
december
1900 ·
1901 ·
1902 ·
1903 ·
1904 ·
1905 ·
1906 ·
1907 ·
1908 ·
1909 ·
1910 ·
1911 ·
1912 ·
1913 ·
1914 ·
1915 ·
1916 ·
1917 ·
1918 ·
1919 ·
1920 ·
1921 ·
1922 ·
1923 ·
1924 ·
1925 ·
1926 ·
1927 ·
1928 ·
1929 ·
1930 ·
1931 ·
1932 ·
1933 ·
1934 ·
1935 ·
1936 ·
1937 ·
1938 ·
1939 ·
1940 ·
1941 ·
1942 ·
1943 ·
1944 ·
1945 ·
1946 ·
1947 ·
1948 ·
1949 ·
1950 ·
1951 ·
1952 ·
1953 ·
1954 ·
1955 ·
1956 ·
1957 ·
1958 ·
1959 ·
1960 ·
1961 ·
1962 ·
1963 ·
1964 ·
1965 ·
1966 ·
1967 ·
1968 ·
1969 ·
1970 ·
1971 ·
1972 ·
1973 ·
1974 ·
1975 ·
1976 ·
1977 ·
1978 ·
1979 ·
1980 ·
1981 ·
1982 ·
1983 ·
1984 ·
1985 ·
1986 ·
1987 ·
1988 ·
1989 ·
1990 ·
1991 ·
1992 ·
1993 ·
1994 ·
1995 ·
1996 ·
1997 ·
1998 ·
1999 ·
2000 ·
2001 ·
2002 ·
2003 ·
2004 ·
2005 ·
2006 ·
2007 ·
2008 ·
2009 ·
2010 ·
2011 ·
2012 ·
2013 ·
2014 ·
2015 ·
2016 ·
2017 ·
2018 ·
2019 ·
2020 ·
2021 ·
2022 ·
2023 ·
2024 ·
2025